# Лапки
Лапки́ — розділовий знак, який використовують для вирізнення прямої мови, цитат, заголовків, назв, а також слів, ужитих у непрямому, найчастіше іронічному значенні. Лапки, як і дужки, — це парний розділовий знак, тобто складається з двох різних на вигляд частин.

## Лапки в українській мові
Наразі в українській мові, як у приватному спілкуванні, так і в засобах масової інформації, не існує єдиного загальноприйнятого варіанту лапок, хоча традиційно в українському дореволюційному та радянському друкарстві вживалося два типи лапок: «кутові лапки» (лапки-ялинки) та звичайні або „німецькі лапки“, тому їх слід розглядати як традиційний варіант. Типовим є використання кутових (французьких) лапок у прямому друкованому тексті та звичайних (німецьких) — у рукописному тексті й курсиві. Масове використання верхніх лапок (парних чи непарних) у друкованих виданнях набуло розповсюдження лише в 1990-х роках, хоча й раніше їх використовували у шрифтах друкарських машинок.

### Уживання лапок у різних виданнях
| Праця                                                              | Рік видання | Місце видання | Уживані лапки                                          |
| ------------------------------------------------------------------ | ----------- | ------------- | ------------------------------------------------------ |
| РУСАЛКА ДНѢСТРОВАЯ                                                 | 1837        | Будапешт      | «…“                                                    |
| Малоруско-нїмецкий словар (Є. Желехівський)                        | 1886        | Львів         | »…“                                                    |
| Збирныкъ творивъ Ивана Франка                                      | 1903        | Київ          | «…“                                                    |
| Словарь украинскаго языка (Б. Грінченко)                           | 1909        | Київ          | „…“ та „…»                                             |
| Російсько-український академічний словник (під ред. А. Кримського) | 1924        | Київ          | “…» та „…“                                             |
| Російсько-український словник (під ред. О. Ізюмова)                | 1926        | Київ (?)      | “…“                                                    |
| Історичний словник української мови (під ред. Е. Тимченко)         | 1930        | Харків, Київ  | »…»                                                    |
| Український правопис зразка 1933 року                              | 1933        | Харків        | «…»                                                    |
| Словник місцевих слів (І. Огієнко)                                 | 1934        | Жовква        | «…» (згідно з українським правописом зразка 1933 року) |
| Сучасний український правопис 2015 року                            | 2015        | Київ          | «…»                                                    |
| Український правопис (чинний)                                      | 2019        | Київ          | «…», “…”, „…“ („…”)                                    |

### Сучасні різновиди лапок в українській мові
| Назва лапок                                                                      | Приклад вживання | Користувачі                                                 |
| -------------------------------------------------------------------------------- | ---------------- | ----------------------------------------------------------- |
| Ялинки, кутові, (або французькі) лапки (зразка українського правопису 2015 року) | «Текст»          | Дзеркало тижня Телекритика                                  |
| Лапки зразка українського правопису 1945 року                                    | „Текст“          |                                                             |
| Особливі лапки                                                                   | „Текст”          |                                                             |
| Англійські подвійні лапки                                                        | “Текст”          | Новинар                                                     |
| Непарні лапки                                                                    | ”Текст”          |                                                             |
| Прямі (машинописні, програмувальні) лапки                                        | "Текст"          | Українська служба Бі-Бі-СіКіно-коло Українська правда УНІАН |

## Основні різновиди лапок
За малюнком відрізняють наступні типи лапок:
| Тип                                              | Зовнішній вигляд                        |
| ------------------------------------------------ | --------------------------------------- |
| Французькі лапки («ялинки» або «шеврони»)        | «ялинки» и « ялинки з відбивкою »       |
| Одиночні ялинки                                  | ‹одиночні› и ‹ одиночні з відбивкою ›   |
| Французькі «лапки-лапки»                         | Французькі ‟лапки-лапки”                |
| Німецькі (а також чеські та ін.) лапки («лапки») | „лапки“                                 |
| Одиночні німецькі «лапки»                        | ‚одиночні лапки‘                        |
| Англійські подвійні лапки (американські)         | “англійські подвійні”                   |
| Англійські одиночні лапки (британські)           | ‘англійські одиночні’                   |
| Польсько-угорські лапки                          | „польські та угорські лапки”            |
| одиночні польсько-угорського типу                | ‚одиночні польсько-угорські’            |
| Шведсько-німецькі зворотні лапки без відбивки    | »шведські і німецькі«                   |
| Зворотні одиночні ялинки без відбивки            | ›шведські і німецькі зворотні одиночні‹ |
| Скандинавські ялинки                             | »шведські и фінські»                    |
| Скандинавські одиночні ялинки                    | ›шведські и фінські одиночні›           |
| Скандинавські подвійні лапки                     | ”шведські и фінські”                    |
| Скандинавські и угорські одиночні                | ’шведські, фінські и угорські’          |
| Італійські и албанські лапки                     | “італійські и албанські„                |
| Італійські та албанські одиночні лапки           | ‘італійські та албанські одиночні‚      |
| Классичні марровскі лапки                        | ‛маррівські’                            |
| Японські лапки (каги)                            | 「японські」                            |
| Японські подвійні лапки (футае каги)             | 『японські подвійні』                   |

### Правопис про лапки
«Український правопис» (редакції від 2019 року) допускає вживання таких різновидів лапок: «…», “…”, „…“, рідше „…”. У випадку цитати всередині іншої цитати рекомендується вживання «лапок-ялинок» як зовнішніх лапок, а «лапок-лапок» — як внутрішніх.
У тексті ж Правопису для прямої мови та власних назв уживаються «ялинки», а для виділення слів (зокрема тлумачень) у межах речення — одинарні верхні лапки ‘…’, не передбачені самим Правописом.

##### Правила вживання
Лапки ставимо в таких позиціях:
1. Лапки ставляться для виділення в тексті прямої мови, цитат — як у тих випадках, коли цитата становить окрему частину складного речення, так і тоді, коли вона вживається в межах простого речення або однієї з частин складного речення як їхній компонент: М. Рильський так характеризував значення словників у житті культурної людини: «І, звісно, не обійтись без користування словником. Один мій знайомий поет і літературознавець якось жартуючи сказав: „Я волію читати словники, ніж поеми. У словнику ті самі слова, що і в поемі, але подані в систематизованому порядку“. Це сказано жартома, але „читати словники“ — не така вже дивовижна і дивацька річ, як може здатися».
  - Примітка 1. Такі розділові знаки, як крапка, кома, крапка з комою, двокрапка й тире, ніколи не ставимо перед закритими лапками, а тільки після них. Знак питання, знак оклику й три крапки ставимо або перед закритими лапками, якщо вони стосуються лише слів, поставлених у лапки, або після лапок, якщо ці розділові знаки стосуються всього речення.
  - Примітка 2. Якщо знак питання, знак оклику й три крапки стоять перед закритими лапками, то після лапок у кінці речення ті самі знаки не повторюються; неоднакові ж знаки можемо, залежно від змісту, ставити водночас і перед закритими лапками, і після них, наприклад: Чи знайомі ви з романом Панаса Мирного «Хіба ревуть воли, як ясла повні?»; Невже ти не чув, як гукали: «До зброї!»? Якщо за характером речення в його кінці має стояти крапка, вона зберігається і в тому разі, коли речення закінчується фрагментом у лапках з наявністю перед закритими лапками цих розділових знаків: Бідний багатому: «Здоров будь!». Багатий бідному: «Будь здоров!» (народна творчість).
2. Для виділення в тексті слів (висловів), що їх наводять як «чужі» або з відтінком іронічного, презирливого і подібного ставлення до чужого висловлювання, а також слів незвичайних, слів, ужитих уперше або, навпаки, застарілих, і т. ін.: Моє ім'я враз із кількома іменами подібних до мене «во время оно» оббігало весь край, було пострахом усіх «мирних і вірноконституційних горожан», — з моїм іменем усі вони в'язали поняття перевороту, революції, різні́ (І. Франко); Аж якраз одхилилися двері, і сліпий Жан, брат жінчин, адмірал у одставці, ввійшов під руку з своїм «міноносцем», як він кликав лакея (М. Коцюбинський); Аби тільки те «завтра» швидше прийшло (О. Копиленко); Чужих слів уникав, а як траплялися які «консерватори», «бюджет», кожне з'ясовував (А. Головко).
3. Якщо в цитованому тексті або в прямій мові, узятих у лапки, є інші цитування, а також власні назви, іронічні вислови та інші слова або вислови, що мають уживатися в лапках, доцільно використовувати лапки різної форми — зовнішні та внутрішні. У функції перших рекомендовано вживати кутові лапки, або «лапки-ялинки» («…»), у функції внутрішніх — «лапки-ла́пки» („…“ та ін.): «Це мій „Кобзар“», — сказав він. Якщо з певних причин не вдається використовувати зовнішні і внутрішні лапки різної форми, то в кінці прямої мови або цитати лапки одного виду в безпосередній близькості не повторюються. Не можна писати, наприклад: «Це мій «Кобзар»», — сказав він. Лапки, що виділяють якесь слово (кілька слів) у кінці прямої мови або цитати, зберігаються перед зовнішніми закритими лапками тієї ж форми тоді, коли між ними стоїть знак оклику, знак питання або три крапки: «Ти дивився телефільм „Роксолана“?» — спитав він товариша. На письмі (у рукописних текстах) «лапки-ла́пки» традиційно використовують у формі „…”.
4. Для виділення певних розрядів власних назв.
5. Для виділення в тексті слів або висловів, що їх подають як значення інших слів (висловів): Слово голова, крім свого прямого значення, має ще й кілька переносних: «розум», «керівник», «початок колони» та ін.; голова «керівник» — це метафора.[12]

#### Незатвердженийпроєкт правопису 1999 року
Проєкт правопису 1999 року пропонував деякі зміни:
| § 135. ЛАПКИ («») У лапки беремо: 1. Цитати, причому й тоді, коли цитата входить до речення як його складник: ... Усім нам, працівникам галузі перекладу, цього «високого мистецтва», за виразом К. І. Чуковського, або «благородного ремесла», як говорить Марія Домбровська, корисно пам[ʼ]ятати слова О. Твардовського про С. Маршака як перекладача Бернса: «Він зробив його росіянином, залишивши шотландцем». Я б додав ще: «Він зробив його Маршаком, залишивши Бернсом» — бо ж не сама тільки печать націанальности, а й печать індивідуальности лежить на кожному талановитому перекладі» (М. Рильський). 2. Слова, що їх не вважають за свої або наводять з відтінком презирливого чи іронічного ставлення до чужого вислову, а також слова, вжиті вперше або, навпаки, застарілі та незвичайні: Для більшости її (Лесі Українки) сучасників той дух (новаторського мистецтва) нагадував «хмару, що сунулась так тяжко по долині» а для нас, «на високості» XX століття, він «одмінився, просвічений нагірним, чистим світлом» (Д. Павличко). Моє ім’я враз із кількома іменами подібних до мене «во время оно» оббігало весь край, було пострахам усіх «мирних і вірноконституційних горожан», — з моїм іменем усі вони в’язали поняття перевороту, революції різні (І. Франко). Ви, напевне, пригадуєте оповідання Радьярда Кіплінга (1865—1936) у його «Книзі джунглів» про хлопчика Мауглі, вихованого у вовчій зграї: він знав не лише мову вовків, але розумів і «мову джунглів» (А. Білецький). Але й перед тим кожного року навчання найменше місяць, а то й більше уривано на всякі «кампанії», як-от копання буряків, жнива, «прориви» на фабриках тощо (Ю. Шевельов). І от у цьому справді прекрасному Парижі, в затишному парку Тюїльрі, закралась мені в серце та хвороба, що має «красиве» іноземне ім’я: ностальгія, а по-нашому зветься: туга за рідним краєм (М. Рильський). 3. Індивідуальні назви літературних творів, наукових праць, газет, журналів, кінофільмів, підприємств, пароплавів тощо (див. ще § 43. А): Поема «Гайдамаки», підручник «Історія України», газета «Українське слово», журнал «Дзвін», кінофільм «Тіні забутих предків», видавництво «Либідь», готель «Київ», завод «Південмаш». Примітка 1. У лапки не беремо: а) власні назви неумовного характеру: Національний університет імені Тараса Шевченка; Київська обласна лікарня; Харківський тракторний завод; б) власні складноскорочені назви установ, управлінь, видавництв та ин.: Дніпрогес, Київенерго, Точелектроприлад; в) назви телеграфних агентств: Українське інформаційне агентство; агентство Пренса латина; г) назви шахт, марок машин, літаків і под., позначені номером або складені з абревіатури та номера: шахта 3-біс, ВАЗ 21-09, літак АН-70; ґ) назви марок машин, виробів, які стали загальновживаними назвами: форд, макінтош, наган; д) назви рослин, квітів, плодів: антонівка, бера, конвалія; е) назви книжок у бібліографічних списках, у виносках, рецензіях, які наводять після прізвища автора: Маланюк Є. Поезії. — К.: Укр. письменник, 1992; е) епіграфи: Можна все на світі вибирати, сину, Вибрати не можна тільки Батьківщину (В. Симоненко). Примітка 2. Зверніть увагу на те, що: а) кому, крапку з комою, двокрапку й тире ніколи не ставимо перед закритими лапками, а тільки після них; б) знак питання, знак оклику і три крапки ставимо або перед закритими лапками, якщо вони стосуються слів, поставлених у лапки, або після лапок, якщо ці розділові знаки стосуються всього речення. Примітка 3. Якщо знак питання, знак оклику і три крапки стоять перед закритими лапками, то після лапок ті самі знаки не повторюємо; неоднакові знаки можна, залежно від змісту, ставити водночас і перед закритими лапками, й після них: Коли і де написав Василь Стус вірш «І що кигиче в мертвій цій пустелі?» Але: Невже ти не чув наказу: «Вперед!» Примітка 4. Про вживання лапок при прямій мові див. § 136, п. 2. |
Проте він не був затверджений.

## Лапки у світі

### За мовами
| Мова                         | Основні         | Основні         | Основні       | Альтернативні   | Альтернативні   | Альтернативні | Пробіл           | Назва |
| Мова                         | основні         | другорядні      |               | основні         | другорядні      |               | Пробіл           | Назва |
| ---------------------------- | --------------- | --------------- | ------------- | --------------- | --------------- | ------------- | ---------------- | --- |
| Азербайджанська              | «…»             | «…»             |               |                 |                 |               | 0–1 пт.          | Dırnaq işarəsi («нігтьові знаки») |
| Албанська                    | «…»             | ‘…’             |               |                 |                 |               |                  | Thonjëza |
| Африкаанс                    | „…”             | ‘…’             |               | «…»             | ‚…’             | [ 14 ]        |                  | Aanhalingstekens |
| Арабська                     | «…»             |                 |               | ‏“…”             |                 |               | вибірково        | علامات تنصيص‎ — ʻalāmāt tanṣīṣ («цитатні знаки») |
| Баскійська                   | «…»             | ‹…›             |               | “…”             | ‘…’             |               |                  | Komatxoak |
| Білоруська                   | «…»             | “…”             | [ 15 ]        |                 |                 |               |                  | Двукоссе, лапкі |
| Болгарська                   | „…“             | ’…’ або ‘…’     | [ 17 ] [ 18 ] | «…»             | ’…’ або ‘…’     |               |                  | Кавички |
| Валлійська                   | ‘…’             | “…”             |               | “…”             | ‘…’             |               | 1–2 пт.          | |
| Грецька                      | «…»             | ‹…›             | [ 19 ]        |                 |                 |               |                  | εισαγωγικά, (‘introductions’) |
| Грузинська                   | «…»             |                 |               | «…»             |                 |               | 0 пт.            | ბრჭყალები — brč’q'alebi («кігті») |
| Данська                      | «…» або «…»     | ›…‹ або ‚…‘     | [ 20 ]        | ”…”             | ’…’             | [ 21 ] [ 20 ] |                  | citationstegn («знак цитати»), anførselstegn («цитати»), gåseøjne («гусині вічі») |
| Есперанто                    | «…»             | ‘…’             | [ 22 ]        | «…» або «…»     | ‹…› або ‚…‘     |               |                  | Citiloj |
| Естонська                    | „…“             |                 |               | «…»             |                 |               |                  | Jutumärgid («мовні знаки») |
| Єврейська                    | «…»             | ’…‚             | [ 23 ]        | «…»             | ’…’             | [ 23 ]        |                  | מֵירְכָאוֹת‎ — merkha'ot |
| Індонезійська                | “…”             | ‘…’             |               |                 |                 |               |                  | Tanda kutip, tanda petik |
| Інтерлінґва                  | “…”             | ‘…’             | [ 22 ]        |                 |                 |               |                  | Virgulettas |
| Ірландська                   | “…”             | ‘…’             |               |                 |                 |               | 1–2 пт.          | Liamóg |
| Ісландська                   | „…“             | ‚…‘             |               |                 |                 |               |                  | Gæsalappir («гусячі лапи») |
| Іспанська                    | «…»             | “…”             | [ 24 ] [ 18 ] | “…”             | ‘…’             | [ 25 ]        |                  | Comillas latinas або comillas angulares («…»), comillas inglesas dobles («…»), comillas inglesas simples (‘…’)                                                                                   |
| Італійська                   | «…»             | «…»             | [ 26 ]        | “…”             | ‘…’             |               |                  | Virgolette («маленькі коми») |
| Італійська (Швейцарія)       | «…»             | ‹…›             | [ 27 ]        |                 |                 |               |                  | Virgolette («маленькі коми») |
| Каталонська                  | «…»             | “…”             | [ 25 ] [ 18 ] | “…”             | ‘…’             |               | 0 пт.            | Cometes |
| Китайська (спрощена)         | “…”             | ‘…’             | [ 28 ]        | 『…』 або ﹃…﹄ | 「…」 або ﹁…﹂ |               | Цільна форма     | «…» кит. спр. 双引号, піньїнь: shuāngyǐnhào («подвійний знак цитати») ‘…’ кит. спр. 单引号, піньїнь: dānyǐnhào («одиничний знак цитати»)                                                         |
| Китайська (традиційна)       | 『…』 або ﹃…﹄ | 「…」 або ﹁…﹂ | [ 30 ] [ 31 ] |                 |                 |               | Цільна форма     | 「」 單引號 Mandarin: dān yǐn hào, Jyutping: daan1 jan5 hou6, («одиничний знак цитати») 『』 雙引號 Mandarin: shuāng yǐn hào, Jyutping: soeng1 jan5hou6 («подвійний знак цитати»)                |
| Корейська (КНДР)             | 《…》           | 〈…〉           |               |                 |                 |               |                  | 〈〉 кор. 홑화살괄호 hot'hwasalgwalho («стрілоподібна дужка») 《》 кор. 겹화살괄호 gyeop'hwasalgwalho («подвійна стрілоподібна дужка»)                                                           |
| Корейська (Республіка Корея) | “…”             | ‘…’             | [ 31 ] [ 32 ] | 『…』 або ﹃…﹄ | 「…」 або ﹁…﹂ |               |                  | "" кор. 쌍따옴표 ssang-ttaompyo («подвійний знак цитати») ‘’ кор. 따옴표 ttaompyo («знак цитати») 「」 кор. 낫표 natpyo («символ серпа») 『』кор. 겹낫표 gyeomnatpyo, («подвійний символ серпа») |
| Латиська                     | «…» або «…»     |                 |               |                 |                 |               |                  | Pēdiņas |
| Литовська                    | „…“             | ‚…‘             |               |                 |                 |               |                  | Kabutės |
| Лужицька                     | „…“             | ‚…‘             |               |                 |                 |               |                  | |
| Нідерландська                | „…”             | ‚…’             |               | “…”             | ‘…’             |               |                  | Aanhalingstekens («знак цитати») |
| Німецька                     | „…“             | ‚…‘             |               | »…«             | ›…‹             |               |                  | Anführungszeichen, Gänsefüßchen («гусячі лапки»), Hochkommas/Hochkommata («високі коми») |
| Німецька (Швейцарія)         | «…»             | ‹…›             |               |                 |                 |               |                  | Див. вище |
| Норвезька                    | «…»             | ‘…’             |               | „…”             | ‘…’             | [ 33 ]        |                  | Anførselstegn, gåseauge/gåseøyne (‘goose eyes’), hermeteikn/hermetegn, sittatteikn/sitattegn, dobbeltfnutt                                                                                       |
| Польська                     | „…”             | ‚…’             | [ 34 ]        | «…»             |                 | [ 35 ]        |                  | Cudzysłów |
| Португальська                | «…»             | “…”             |               | “…”             | ‘…’             |               |                  | Aspas or Vírgulas dobradas |
| Португальська (Бразилія)     | “…”             | ‘…’             |               |                 |                 |               |                  | Aspas or Vírgulas dobradas |
| Російська                    | «…»             | „…“             | [ 18 ]        |                 |                 |               | 0 пт.            | рос. Кавычки (kavychki, general term); ёлочки (yolochki, ‘little fir trees’: angle quotes); лапки (lapki, ‘little paws’: curly quotes)                                                           |
| Румунська                    | „…”             | «…»             | [ 18 ]        |                 |                 |               |                  | Ghilimele (plural), ghilimea (singular, rarely used) |
| Сербська                     | „…“             | ‚…‘             |               | »…«             | ›…‹             |               |                  | Наводници, знаци навода |
| Словацька                    | „…“             | ‚…‘             |               | »…«             | ›…‹             |               |                  | |
| Словенська                   | „…“             | ‚…‘             |               | »…«             | ›…‹             |               |                  | |
| Турецька                     | «…»             | ‹…›             |               | “…”             | ‘…’             |               | 0–1 pt           | Tırnak İşareti («нігтьовий знак») |
| Угорська                     | „…”             | »…«             |               |                 |                 |               |                  | macskaköröm (‘cat claw’), idézőjel (‘quotation mark’=„ ”), hegyével befelé forduló jelpár (» «)                                                                                                  |
| Фінська                      | ”…”             | ’…’             |               | »…»             | ’…’             |               |                  | Lainausmerkki («знак цитати» однина), lainausmerkit (множина) |
| Французька                   | « … »           | « … » or “…”    | [ 38 ]        | “ … ”           | ‘ … ’           |               | ¼-em / non-break | Guillemets |
| Французька (Швейцарія)       | «…»             | ‹…›             |               |                 |                 |               |                  | Див. вище |
| Хорватська                   | „…“             | ‘…’             |               | »…«             | ‘…’             |               |                  | Navodnici „…“ та »…« (альтернативний варіант не використовується в рукописі, тільки в пресі й друці), polunavodnici ‘…’                                                                          |
| Чеська                       | „…“             | ‚…‘             |               | »…«             | ›…‹             |               |                  | Uvozovka (однина), uvozovky (множина) (cf. uvozovat = «упроваджувати») |
| Шведська                     | ”…”             | ’…’             |               | »…»             | ’…’             |               |                  | citationstecken, anföringstecken, citattecken (modernised term), dubbelfnutt (colloquial for ASCII double quote)                                                                                 |
| Японська                     | 「…」           | 『…』           | [ 30 ]        |                 |                 |               |                  | (in'yōfu) |

### Лапки в стандартіЮнікод
У Юнікоді, 30 символів відмічені як такі, що є лапками (тобто мають властивість Quotation Mark). Усі вони належать до загальної категорії «Пунктуація» (Punctuation), а саме до підкатегорій «Відкривальні» (Open), «Закривальні» (Close), «Початкові» (Initial), «Кінцеві» (Final) та «Інші» (Other) (Ps, Pe, Pi, Pf, Po).
| Вигляд                                     | Код    | Назва за стандартом Юнікод                                | HTML-код |
| ------------------------------------------ | ------ | --------------------------------------------------------- | -------- |
| "                                          | U+0022 | quotation mark                                            | &quot;   |
| '                                          | U+0027 | apostrophe                                                | &#39;    |
| «                                          | U+00AB | left-pointing double angle quotation mark                 | &laquo;  |
| »                                          | U+00BB | right-pointing double angle quotation mark                | &raquo;  |
| ‘                                          | U+2018 | left single quotation mark                                | &lsquo;  |
| ’                                          | U+2019 | right single quotation mark                               | &rsquo;  |
| ‚                                          | U+201A | single low-9 quotation mark                               | &sbquo;  |
| ‛                                          | U+201B | single high-reversed-9 quotation mark                     | &#8219;  |
| “                                          | U+201C | left double quotation mark                                | &ldquo;  |
| ”                                          | U+201D | right double quotation mark                               | &rdquo;  |
| „                                          | U+201E | double low-9 quotation mark                               | &bdquo;  |
| ‟                                          | U+201F | double high-reversed-9 quotation mark                     | &#8223;  |
| ‹                                          | U+2039 | single left-pointing angle quotation mark                 | &lsaquo; |
| ›                                          | U+203A | single right-pointing angle quotation mark                | &rsaquo; |
| ⹂                                          | U+2E42 | double low-reversed-9 quotation mark                      | &#11842; |
| Лапки в китайській, японській і корейській |        |                                                           |          |
| 「                                         | U+300C | left corner bracket                                       | &#12300; |
| 」                                         | U+300D | right corner bracket                                      | &#12301; |
| 『                                         | U+300E | left white corner bracket                                 | &#12302; |
| 』                                         | U+300F | right white corner bracket                                | &#12303; |
| 〝                                         | U+301D | reversed double prime quotation mark                      | &#12317; |
| 〞                                         | U+301E | double prime quotation mark                               | &#12318; |
| 〟                                         | U+301F | low double prime quotation mark                           | &#12319; |
| Альтернативні кодування                    |        |                                                           |          |
| ﹁                                         | U+FE41 | presentation form for vertical left corner bracket        | &#65089; |
| ﹂                                         | U+FE42 | presentation form for vertical right corner bracket       | &#65090; |
| ﹃                                         | U+FE43 | presentation form for vertical left white corner bracket  | &#65091; |
| ﹄                                         | U+FE44 | presentation form for vertical right white corner bracket | &#65092; |
| ＂                                         | U+FF02 | fullwidth quotation mark                                  | &#65282; |
| ＇                                         | U+FF07 | fullwidth apostrophe                                      | &#65287; |
| ｢                                          | U+FF62 | halfwidth left corner bracket                             | &#65378; |
| ｣                                          | U+FF63 | halfwidth right corner bracket                            | &#65379; |

#### Сумісність зASCII
З усіх вищенаведених символів лише прямі лапки (" — U+0022) та прямий апостроф (' — U+0027) містилися в ASCII. Також у діапазоні ASCII знаходився символ гравісу (` — U+0060), що, незважаючи на інше початкове призначення, в англомовних текстах також часто використовували в ролі лапок. Тому в разі неможливості використовувати в текстах притаманні національним типографікам лапки часто використовували прямі лапки (в англомовних — також прямий апостроф і символ гравісу).
Зараз Юнікод надає можливість використовувати правильніші лапки. Проте через нетривіальність їх введення на клавіатурі й в деяких випадках для зворотної сумісності старі ", ' і ` поки що також використовують у ролі лапок.

## Способи введення з клавіатури
У більшості англійських розкладок клавіатури присутні прямі лапки ("), а також прямий апостроф (') і символ гравісу (`), що також часто використовують як лапки в англомовних текстах.
У більшості українських розкладок також присутні прямі лапки (") — зазвичай вони вводяться комбінацією клавіш ⇧ Shift+2 (про введення апострофа дивіться у відповідній статті). Шляхи введення інших видів лапок («…», „…“) в українській розкладці залежать від операційної системи та налаштувань середовища.

### При розкладці клавіатуриUkrainian Unicode
При використанні розкладки клавіатури Ukrainian Unicode (її використовують як українську розкладку в більшості сучасних дистрибутивів Linux і також вона може бути встановлена власноруч в Windows чи macOS) кутові (французькі) лапки (« і ») знаходяться на третьому рівні клавіш Б і Ю, а звичайні (німецькі) („ і “) — на четвертому рівні тих самих клавіш.
Відповідно, якщо перехід на третій і четвертий рівень виконується через правий Alt та правий Alt+⇧ Shift відповідно (а зазвичай воно налаштоване так, хоча в деяких випадках Windows вимагає натискати Ctrl+Alt і Ctrl+Alt+⇧ Shift відповідно), то:
| Опис символу                     | Вигляд символу | Комбінація клавіш    |
| -------------------------------- | -------------- | -------------------- |
| Відкривальні кутові (французькі) | «              | правий Alt+Б         |
| Закривальні кутові (французькі)  | »              | правий Alt+Ю         |
| Відкривальні звичайні (німецькі) | „              | правий Alt+⇧ Shift+Б |
| Закривальні звичайні (німецькі)  | “              | правий Alt+⇧ Shift+Ю |

### Введення через цифрову клавіатуру вMicrosoft Windows
Увімкніть Num Lock. Надалі всі цифри треба натискати на цифровій клавіатурі.
| Опис символу                       | Вигляд символу | Комбінація клавіш |
| ---------------------------------- | -------------- | ----------------- |
| Відкривальні кутові (французькі)   | «              | Alt+0 1 7 1       |
| Закривальні кутові (французькі)    | »              | Alt+0 1 8 7       |
| Відкривальні звичайні (німецькі)   | „              | Alt+0 1 3 2       |
| Закривальні звичайні (німецькі)    | “              | Alt+0 1 4 7       |
| Відкривальні звичайні (англійські) | “              | Alt+0 1 4 7       |
| Закривальні звичайні (англійські)  | ”              | Alt+0 1 4 8       |

### Введення через цифрову клавіатуру вLinux Ubuntu
| Опис символу                     | Вигляд символу | Комбінація клавіш      |
| -------------------------------- | -------------- | ---------------------- |
| Відкривальні кутові (французькі) | «              | Ctrl+⇧ Shift+U 0 0 A B |
| Закривальні кутові (французькі)  | »              | Ctrl+⇧ Shift+U 0 0 B B |

### Автоматичне виправлення лапок
Деякі текстові процесори (Microsoft Word, LibreOffice Writer, Apache OpenOffice Writer, інші) виконують автоматичну заміну прямих лапок (") на ті, які прописані в налаштуваннях редактора для цього випадку. При цьому має бути вірно відмічена мова тексту — наприклад, якщо мова тексту позначена як англійська, то редактор може вставляти притаманні англійській типографіці лапки (“ і ”), навіть коли текст складається виключно з неанглійських літер. Слід зазначити, що не всі текстові процесори роблять це коректно — наприклад, навіть найновіший LibreOffice Writer «не знає» правильних українських лапок і за умовчуванням вставляє англійські лапки, навіть якщо текст відмічено як український.
Також деякі сайти та форуми автоматично змінюють прямі лапки (") у введених текстах (повідомленні, коментарі) на правильніші. Це, наприклад, можуть робити форуми на базі phpBB чи YaBB, але наразі не робить, наприклад, Facebook. Вікіпедія робить це при явному натисканні кнопки вікіфікації під час редагування статті.